# Hemeroblemma decisa
Hemeroblemma decisa är en fjärilsart som beskrevs av Walker 1869. Hemeroblemma decisa ingår i släktet Hemeroblemma och familjen nattflyn. Inga underarter finns listade i Catalogue of Life.